# Morane-Saulnier Type G
Pour les articles homonymes, voir Morane-Saulnier et G.
Le Morane-Saulnier Type G est un avion de sport biplace de 1912, du constructeur aéronautique français Morane-Saulnier, utilisé pour la reconnaissance et l'entraînement lors de la Première Guerre mondiale.

## Histoire
Après s’être associé en 1911 pour fabriquer leur premier avion Morane-Borel (très inspiré du Blériot XI) Morane-Saulnier et Borel se séparent cette même année pour poursuivre leurs activités industrielles aéronautiques séparément. 

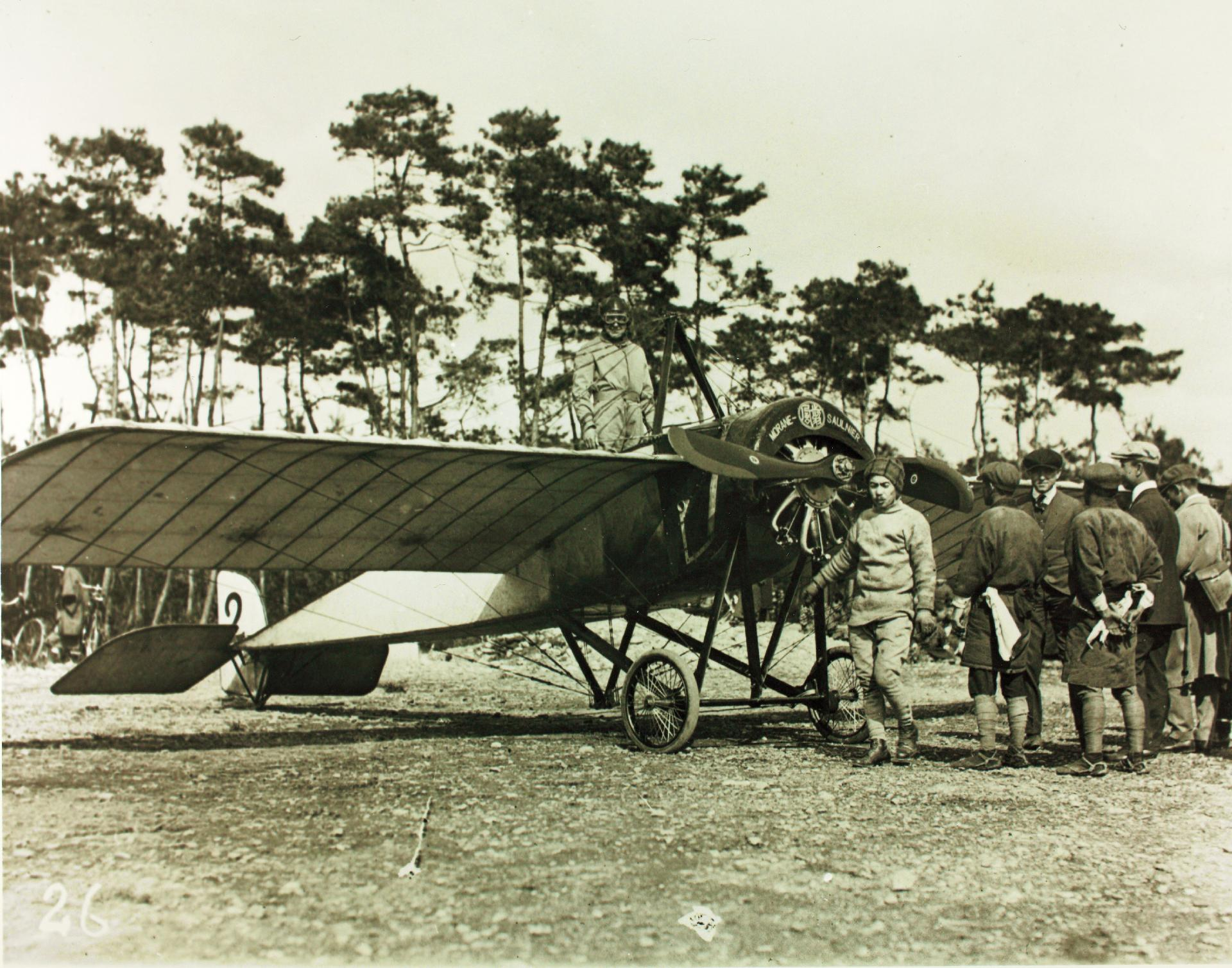
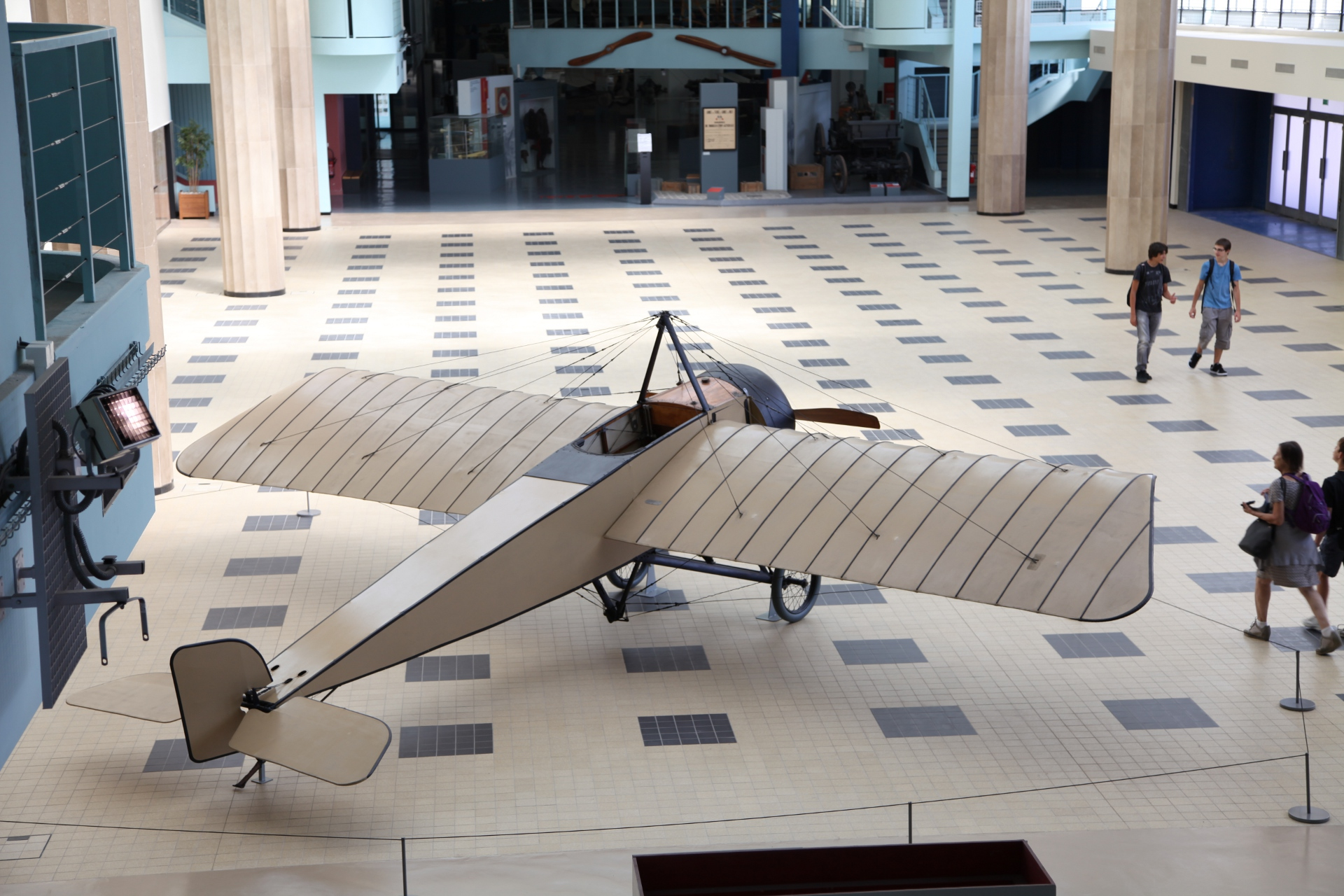
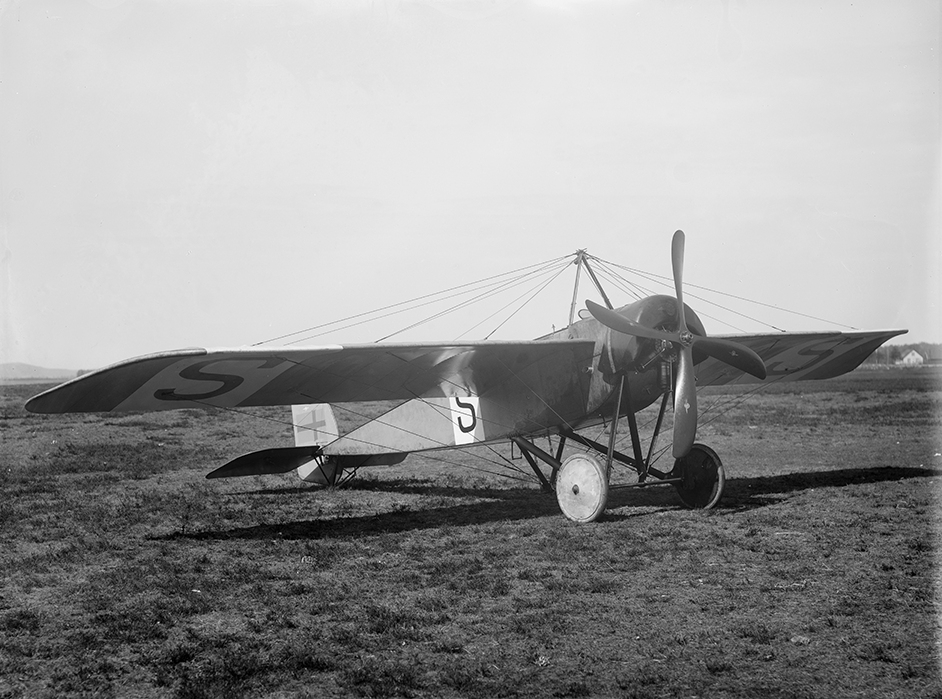

Robert Morane et Raymond Saulnier conçoivent alors une série de modèles dérivés du précédent, dont ce Morane-Saulnier Type G, en bois entoilé, avec jambes du train en tubes d'acier, et moteur rotatif 9 cylindres Le Rhône 9C (en) de 60 à 80 ch.

### Compétition

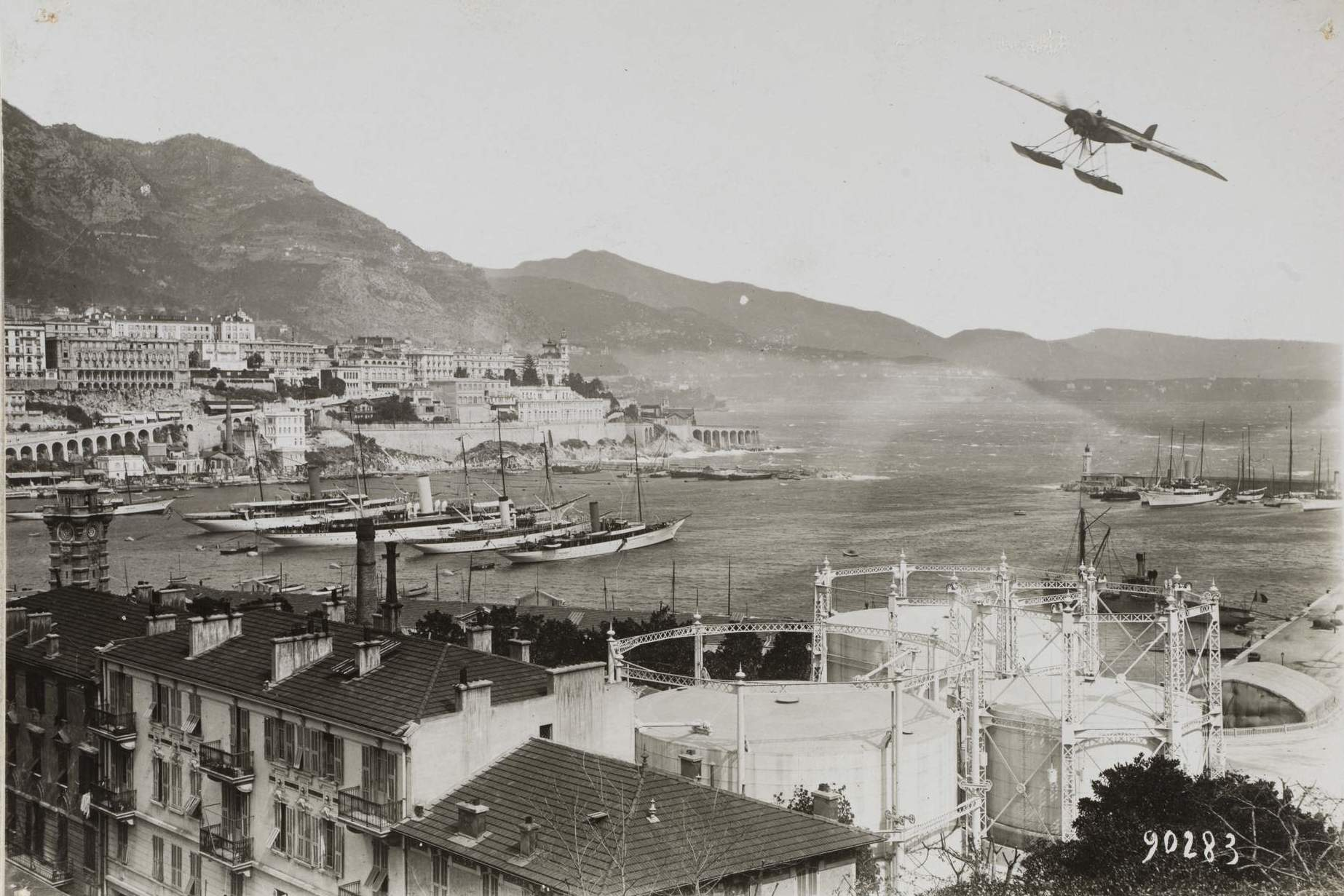
Survol du port Hercule de Monaco, par Marcel Brindejonc des Moulinais, lors de la 2e Coupe Schneider hydravion de 1914.

Le modèle eut un franc succès, Roland Garros l'utilisa et fit second lors de la première Coupe Schneider hydravion de Monaco en avril 1913. Il réalise également la première traversée aérienne historique de la mer Méditerranée sans escale, du 23 septembre 1913, en 7 heures et 53 min, entre Fréjus et Bizerte en Tunisie, avec une version Morane-Saulnier Type H monoplace,.  
Le 26 juin de cette même année, le pilote anglais Claude Grahame-White fit le trajet Paris-Londres via Le Havre, Boulogne-sur-Mer et Douvres, soit 500 km en une journée. Deux avions de ce type entrèrent en compétition à Saint-Sébastien (Espagne), du 21 au 28 septembre, avec lord John Evans Carbery qui fit premier dans la catégorie décollage court et Edmond Audemars lui gagna l'épreuve de manœuvrabilité. Lord Carbery, la semaine suivante participa à la course Lac de Côme aller et retour via Pavie avec deux autres Type G ; l'un des compétiteurs sur type G était Roland Garros qui remporta la catégorie générale mais aussi la plus grande vitesse : 127,7 km/h et la plus haute altitude 2 100 m.

### Version militaire
L'armée française prit commande de 94 engins, la Grande-Bretagne après l'expérience de Grahame-White demandait aussi la construction d'exemplaires sous licence dans les usines de ce dernier. La Russie en construisit des versions sous licence en 1914, pour son armée par les établissements Dux de Moscou ; la Turquie en commandait aussi 40 exemplaires pour son armée.  Les 40 exemplaires pour la Turquie ne furent jamais livrés avec le début de la Première Guerre mondiale, mais cet avion se retrouva aussi servir entre autres dans l'armée espagnole. 
Une variante de 1915 proposait l'adjonction d'une mitrailleuse Hotchkiss modèle 1914 tirant au travers de l'hélice avec un déflecteur, seuls deux exemplaires furent produits. Le constructeur modifia l'aile sur quelques exemplaires pour en faire une aile parasol, ce qui préfigura le Morane-Saulnier Type L. Le modèle fut rapidement dépassé et remisé comme modèle d'entraînement.

## Variantes
- Type GA - version avec un moteur Le Rhône de 60 ch;
- Type GB - version avec un moteur Gnome de 80 ch;
- Type WB - version d'exportation pour la Russie.

## Musées
Quelques modèles et répliques sont exposés dans divers musées aéronautiques, dont :
- Musée de l'Air et de l'Espace de l'aéroport de Paris-Le Bourget
- Museo de Aeronáutica y Astronáutica de España , Cuatro Vientos , Madrid
- Musée Aeroscopia de Blagnac près de Toulouse (réplique construite par l'association Réplic'air[5])